# Министерство внешней торговли и туризма Перу
Министерство внешней торговли и туризма Перу определяет, руководит, выполняет, координирует и контролирует политику внешней торговли и туризма в Перу. Оно несёт ответственность за вопросы, касающиеся экспорта и международных торговых соглашений, в партнерстве с Министерством иностранных дел и Министерством экономики и финансов, а также другими секторами перуанского правительства в рамках их соответствующих юрисдикций.